# Фірма (фільм, 1993)
Фірма (англ. The Firm) — американський трилер 1993 року.

## Сюжет
Молодий і перспективний юрист Мітч Макдір випускник Гарварда отримує пропозицію працювати в невеликій, але процвітаючій юридичній фірмі. Мітч виявляє, що його фірма обслуговує впливові мафіозні клани. А незабаром двоє працівників фірми загадковим чином гинуть після того, як побажали звільнитися з роботи. За розслідування береться ФБР, яке допитує Мітча і просить, щоб він співпрацював з ними і передавав інформацію про справи фірми. Перед Мітчем встає неймовірно важкий вибір: залишитися відданим фірмі, пов'язаній з мафією, або співпрацювати з ФБР і піддати ризику своє життя, а також безпеку своєї сім'ї.

## У ролях
| Актор           | Роль              |
| --------------- | ----------------- |
| Том Круз        | Мітч Макдір       |
| Джин Гекмен     | Ейвері Толар      |
| Джин Тріплгорн  | Еббі Макдір       |
| Гел Голбрук     | Олівер Ламберт    |
| Террі Кінні     | Ламар Квінн       |
| Вілфорд Брімлі  | Вільям Девашер    |
| Ед Гарріс       | Вейн Терренс      |
| Голлі Гантер    | Теммі Гемфілл     |
| Девід Стретейрн | Рей Макдір        |
| Гері Б'юзі      | Едді Ломакс       |
| Стівен Гілл     | Ф. Дентон Войлес  |
| Тобін Белл      | нордичний чоловік |

| Актор            | Роль                  |
| ---------------- | --------------------- |
| Барбара Геррік   | Кей Квінн             |
| Джеррі Гардін    | Ройс МакНайт          |
| Пол Кальдерон    | Томас Річі            |
| Джеррі Вайнтрауб | Сонні Капс            |
| Салліван Волкер  | Баррі Ебенкс          |
| Карина Ломбард   | молода жінка на пляжі |
| Марго Мартіндейл | Ніна Гафф             |
| Джон Біл         | Натан Лок             |
| Лу Волкер        | Френк Малголланд      |
| Томмі Крессвелл  | Воллі Гадсон          |
| Дін Норріс       | приземкуватий         |
| Білл Бут         | пілот гідролітака     |

## Саундтрек
| Список треків | Список треків                               | Список треків |
| #             | Назва                                       | Тривалість    |
| ------------- | ------------------------------------------- | ------------- |
| 1.            | «The Firm (Main Title)»                     | 3:48          |
| 2.            | «Stars On The Water - Jimmy Buffett»        | 3:15          |
| 3.            | «Mitch & Abby»                              | 2:21          |
| 4.            | «M-O-N-E-Y - Lyle Lovett»                   | 3:17          |
| 5.            | «Memphis Stomp»                             | 3:36          |
| 6.            | «Never Mind - Nanci Griffith»               | 3:41          |
| 7.            | «Ray's Blues»                               | 4:33          |
| 8.            | «Dance Class - Dave Samuels»                | 5:46          |
| 9.            | «The Plan»                                  | 4:43          |
| 10.           | «The Blues: Death of Love & Trust»          | 3:13          |
| 11.           | «Start It Up - Robben Ford / The Blue Line» | 3:48          |
| 12.           | «Mud Island Chase»                          | 3:53          |
| 13.           | «How Could You Lose Me? (End Title)»        | 3:42          |
| 49:36         |                                             |               |